# Aussoue
Aussoue – rzeka we Francji, przepływająca przez tereny departamentów Gers oraz Górna Garonna, o długości 34 km. Stanowi dopływ rzeki Save. 
Główne miejscowości nad Aussoue: Saint-Frajou, Coueilles, Agassac, Frontignan-Savès, Montégut-Savès, Samatan, Sauvimont.